# Sandhikharka
Sandhikharka (in lingua nepali: सन्धिखर्क) è una municipalità del Nepal, situata nella provincia di Lumbini e capoluogo del distretto di Arghakhanchi.
Fino al 18 maggio 2014 la cittadina era classificata come VDC (comitato di sviluppo dei villaggi).